# 北海道地方のダム一覧
北海道地方のダム一覧（ほっかいどうちほうのダムいちらん）は、北海道（石狩振興局、渡島総合振興局、檜山振興局、後志総合振興局、空知総合振興局、上川総合振興局、留萌振興局、宗谷総合振興局、オホーツク総合振興局、胆振総合振興局、日高振興局、十勝総合振興局、釧路総合振興局、根室振興局）にあるダムを振興局別にまとめたものである。

## 北海道のダム一覧

### 石狩振興局
- 青山ダム
- 漁川ダム
- 一の沢ダム
- 地蔵沢ダム
- 定山渓ダム
- 高富ダム
- 千歳第一ダム
- 千歳第二ダム
- 千歳第三ダム
- 千歳第四ダム
- 第二茂平沢ダム
- 当別ダム
- 砥山ダム
- 豊平峡ダム
- 西岡水源池
- 藻岩ダム
- 望来ダム

### 渡島総合振興局
- 上磯ダム
- 駒ヶ岳ダム
- 笹流ダム
- 知内ダム
- 新中野ダム
- 相沼内ダム
- 常路川ダム
- 南部坂ダム
- 濁川ダム
- 矢別ダム

### 檜山振興局
- 鶉ダム
- 上ノ国ダム
- 丹波生嶺ダム
- 美利河ダム
- 真駒内ダム
- 鰔川ダム

### 後志総合振興局
- 朝里ダム
- 奥沢ダム
- 落合ダム
- 京極ダム
- 共和ダム
- 常盤ダム
- 双葉ダム
- リヤムナイダム
- 余市ダム

### 空知総合振興局
- 旭町第一ダム
- 旭町第二ダム
- 芦別ダム
- 芦別ダム (北海道電力)
- 一の沢ダム
- 稲田ダム
- 雨煙内ダム
- 雨竜第一ダム
- 雨竜第二ダム
- 恵岱別ダム
- 江部乙第一号ダム
- エルムダム
- 大夕張ダム
- 尾白利加ダム
- 小野の沢ダム
- 上湯内ダム
- 上幌一の沢ダム
- 桂沢ダム
- 金山ダム
- 川端ダム
- クォーベツダム
- 屈狩ダム
- 栗山ダム
- 更新ダム
- 札比内ダム
- 三の沢第一ダム
- 三の沢第二ダム
- 白木沢ダム
- 清水沢ダム
- 清水の沢ダム
- 下幌加内ダム
- 新十津川ダム
- 新野花南ダム
- 新桂沢ダム
- 杵臼ダム
- 大正池ダム
- 鷹泊ダム
- 滝里ダム
- 千代谷ダム
- 月形ダム
- 東郷ダム (北海道)
- 徳富ダム
- 豊ヶ岡ダム
- 宝池ダム
- 日進ダム
- 日進乙号ダム
- 日進甲号ダム
- 二の沢ダム
- ヌッパノ沢ダム
- 沼田ダム
- 野花南ダム
- 福井谷ダム
- 藤沢ダム
- 幌新ダム
- 幌向ダム
- 美唄ダム
- 前田の沢ダム
- 三笠ぽんべつダム
- 夕張シューパロダム
- 和歌ダム

### 上川総合振興局
- 愛別ダム
- 岩尾内ダム
- 江丹別ダム
- 大沢ダム
- 大函ダム
- 温根別ダム
- 金山ダム
- 甲子ダム
- 神居ダム
- 御料ダム
- サンルダム
- しろがねダム
- 新区画ダム
- 双珠別ダム
- 聖台ダム
- 層雲峡ダム
- 大雪ダム
- 武徳ダム
- 忠別ダム
- 忠烈布ダム
- 当麻ダム
- 中の沢ダム
- 中和ダム
- 西岡ダム
- 西和ダム
- 東桜岡第一ダム
- 日新ダム
- 日の出ダム
- 風連ダム
- 古川ダム
- ペーパンダム
- 北線ダム
- ポンテシオダム

### 留萌振興局
- 有明ダム
- 上小川ダム
- 大椵ダム
- 沖内ダム
- 小平ダム
- 三渓ダム
- 民安ダム
- 樽真布ダム
- 苫前ダム
- 中幌ダム
- 寧楽ダム
- 羽幌ダム
- 羽幌二股ダム
- 留萌ダム

### 宗谷総合振興局
- 北辰ダム

### オホーツク総合振興局
- 卯原内ダム
- 雄武ダム
- 協栄ダム
- 鹿ノ子ダム
- 富里ダム
- 古梅ダム
- 幌内ダム
- 緑ダム
- 武利ダム
- 湧別川ダム

### 胆振総合振興局
- 厚真ダム
- 厚幌ダム
- 久保内ダム
- 穂別ダム
- 幌別ダム
- 瑞穂ダム

### 日高振興局
- 岩清水ダム
- 岩知志ダム
- 浦河ダム
- 奥沙流ダム
- 奥新冠ダム
- 様似ダム
- 静内ダム
- 下新冠ダム
- 春別ダム
- 高見ダム
- 波恵ダム
- 新冠ダム
- 二風谷ダム
- 東の沢ダム
- 平取ダム
- 双川ダム
- 幌満川第3発電所ダム
- 三石ダム
- 門別ダム（庫富ダム）

### 十勝総合振興局
- 岩松ダム
- 宇煙ダム
- 活込ダム
- 屈足ダム
- 札内川ダム
- 佐幌ダム
- 仙美里ダム
- 十勝ダム
- 富村ダム
- 西札内ダム
- 糠南ダム
- 糠平ダム
- 美生ダム
- 幌加ダム
- 幌加美里別ダム
- 幕別ダム
- 芽登ダム
- 元小屋ダム

### 釧路総合振興局
- 庶路ダム

### 根室振興局
- 牧の内ダム